# 狼谷教堂
狼谷教堂（荷蘭語：Wolvendaalse Kerk）位於科倫坡附近的佩塔。它是斯里蘭卡最重要的荷蘭殖民時代建築之一，也是該國仍在使用中的最古老的新教教堂之一。

## 建築
教堂建於1749年，所在區域當時仍為一片荒野，當時荷蘭人將成群的胡狼誤認為狼，因此當地又被稱為狼谷，教堂也因此得名。於1757年3月6日完工。